# Jason Fuchs
Jason Isaac Fuchs (5 de marzo de 1986) es un actor y guionista estadounidense, popular por su participación en las películas 	Pan y La La Land y en las series de televisión Law & Order y All My Children.

## Filmografía

### Televisión
| Año  | Título                            | Rol                 |
| ---- | --------------------------------- | ------------------- |
| 1998 | Cosby                             | David               |
| 2000 | The Sopranos                      | Junior Sontag       |
| 2000 | The Beat                          | Joshua Meyerwitz    |
| 2002 | Law & Order: Criminal Intent      | Ricky Feldman       |
| 2002 | Law & Order: Special Victims Unit | Nick Radsen         |
| 2003 | Fillmore!                         | Johnny Nevada (voz) |
| 2003 | Ed                                | Wesley Stout        |
| 2005 | All My Children                   | Ryan                |
| 2019 | The Passage                       | Lawrence Grey       |

### Cine
| Año  | Título                     | Rol            |
| ---- | -------------------------- | -------------- |
| 1996 | Flipper                    | Marvin         |
| 1998 | Louis & Frank              | Louis Jr.      |
| 1998 | Jane Austen's Mafia!       | Vincenzo       |
| 2000 | Spooky House               | Yuri           |
| 2003 | The Hebrew Hammer          | Hasidic Boy    |
| 2004 | Winter Solstice            | Bob            |
| 2006 | Pitch                      | Jason          |
| 2010 | Holy Rollers               | Leon Zimmerman |
| 2010 | The Firefly and the Bride  | Brat           |
| 2012 | Ice Age: Continental Drift | Escritor       |
| 2015 | Pan                        | Escritor       |
| 2016 | La La Land                 | Carlo          |
| 2019 | Minecraft: The Movie       | Escritor       |